# Miguel Gainza
Miguel Gainza Bikandi (Basauri, Vizcaya, País Vasco, 5 de julio de 1920 - Bilbao, 30 de enero de 1986) fue un futbolista español. Se desempeñaba en posición de defensa. Era el hermano mayor de Agustín Gainza, histórico jugador del Athletic Club.

## Trayectoria
Dio sus primeros pasos en el fútbol profesional jugando para el Arenas de Getxo en la temporada 1943-44. En 1944 pasó al Athletic Club. Debutó en Primera División, siendo jugador del Athletic Club, el 18 de febrero de 1945 en un partido ante el Real Madrid, en el que los bilbaínos perdieron 4-1. Estuvo cinco temporadas en el club bilbaíno, en el conquistó un título de Copa y compartió equipo con su hermano Agustín. En 1949 fichó por el Barakaldo, donde jugó tres temporadas antes de retirarse.

## Clubes
| Club                     | País   | Año       |
| ------------------------ | ------ | --------- |
| Arenas de Getxo          | España | 1943-1944 |
| Athletic Club            | España | 1944-1949 |
| Barakaldo Club de Fútbol | España | 1949-1952 |

## Palmarés
| Título                 | Club          | País   | Año  |
| ---------------------- | ------------- | ------ | ---- |
| Copa del Rey de Fútbol | Athletic Club | España | 1945 |